# Black Magic (Eminem)
Black Magic è un singolo del rapper statunitense Eminem e della cantautrice statunitense Skylar Grey, pubblicato il 18 dicembre 2020 come primo estratto dalla versione deluxe dell'undicesimo album in studio di Eminem Music to Be Murdered By - Side B.

## Formazione
Musicisti
- Eminem – voce
- Skylar Grey – voce
- Luis Resto – tastiera

Produzione
- Jayson DeZuzio – produzione
- Skylar Grey – produzione
- Eminem – produzione aggiuntiva
- Mike Strange – missaggio, registrazione
- Tony Campana – registrazione

## Classifiche
| Classifica (2020-21) | Posizione massima |
| -------------------- | ----------------- |
| Canada               | 77                |
| Regno Unito          | 100               |
| Stati Uniti          | 106               |